# Les Filles du major
Pour plus de détails, voir Fiche technique et Distribution.
Les Filles du major (titre original : Isn't It Romantic?) est un film américain en noir et blanc réalisé par Norman Z. McLeod, sorti en 1948.
Le titre est une référence à une chanson américaine connue de 1932.

## Synopsis
Dans l'Indiana après la Guerre de Sécession, pendant le Gilded Age. Trois jeunes filles pauvres, Candy, Susie et Rose, dont le père est un ancien soldat sudiste, sont courtisées par trois jeunes hommes.

## Fiche technique
- Titre français : Les Filles du major
- Titre original : Isn't It Romantic?
- Réalisation : Norman Z. McLeod
- Scénario : Richard L. Breen, Josef Mischel, Theodore Strauss, d'après le roman Gather Ye Rosebuds de Jeannette C. Nolan
- Photographie : Lionel Lindon
- Montage : LeRoy Stone
- Musique : Joseph J. Lilley
- costumes : Edith Head
- Producteur : Daniel Dare
- Société de production : Paramount Pictures
- Société de distribution : Paramount Pictures
- Pays de production :  États-Unis
- Langue originale : anglais américain
- Format : noir et blanc — 35 mm — 1.37:1 — son : mono (Western Electric Recording)
- Genre : comédie romantique
- Durée : 87 min
- Dates de sortie :
  - États-Unis : 6 octobre 1948
  - France : 11 mai 1951

## Distribution
- Veronica Lake : Candy
- Mona Freeman : Susie
- Mary Hatcher : Rose
- Billy De Wolfe : Horace Frazier
- Roland Culver : le major Euclid Cameron
- Patric Knowles : Richard "Rick" Brannon
- Richard Webb : Benjamin Logan
- Pearl Bailey : Addie la bonne
- Charles Evans : le juge Thomas Logan
- Larry Olsen : Hannibal
- Kathryn Givney : Clarissa Thayer
- Jeff York : Burly gent
- Hall Bartlett : Carter Dixon